# 竜飛ウィンドパーク

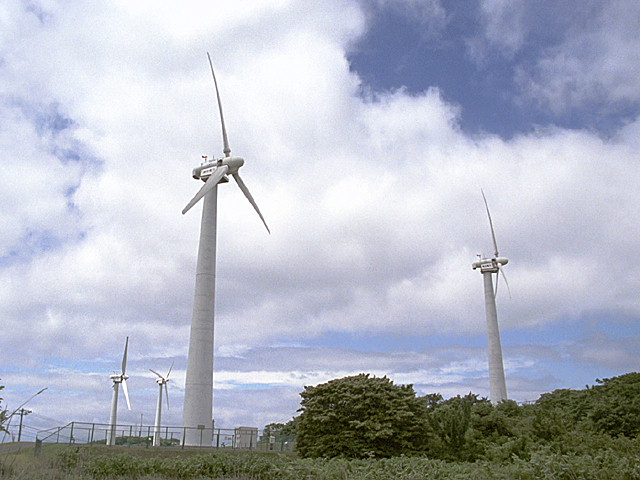
竜飛ウィンドパークのプロペラ群（2006年6月撮影）

竜飛ウィンドパーク（たっぴウィンドパーク）は、青森県東津軽郡外ヶ浜町（竜飛崎）にあった集合型風力発電所である。

## 概要
1992年（平成4年）3月に、東北電力がNEDO（新エネルギー産業技術総合開発機構）と共同で設置した風力発電実証研究設備である。設置当時は国内最大規模の集合型風力発電基地であった。現在はほとんどの風車が撤去されており、ホテル竜飛のそばに建つ1基が残るのみである。
運営当時は、4種類11台の風力発電装置（合計設備容量3,375kW）で、風車の保守合理化や、効果的雷対策などの実証研究を行っていた。また、施設内には風車の模型や風力への体験装置を備えた「展示館」があり、4月25日〜11月10日の期間開放されていた。
同所の風車は小型であるため効率が悪く、また老朽化が進んでいたことから、2007年（平成19年）3月末日に実証試験を終了することが決まり、同日廃止された。なお、展示館は同年9月まで営業を継続した。土地及び変電所設備については、外ヶ浜町と第三セクター津軽半島エコエネに譲渡することで基本合意し、2008年にほとんどの風車が撤去された。同社は跡地に2基の風力発電装置（合計設備容量3,350kW）を建設、2010年（平成22年）10月に竜飛風力発電所として運転を開始した。
ホテル竜飛にも風車が1基あり、ホテルで利用する電気を太陽光発電と併用して供給している。また、展示館は隣接する青函トンネル記念館と廊下でつながっており、閉館となった後も記念館の展示室を経由して入ることができた時期があった。しかし、展示設備の中には既に正常に稼働しないものがあった。

## 発電機
いずれも水平軸プロペラ式、アップウインド型。

### 1〜5号機
- 試験開始 平成4年4月
- 定格出力 275kW
- ハブ中心高さ 30.0m
- 翼直径 28.0m
- ロータ回転速度 43rpm
- 起動風速 5.5m/s
- 定格風速 13.0m/s
- 停止風速 24.0m/s
- 出力制御方式 翼ピッチ角制御
- 方位制御方式 ヨー駆動制御
- 発電機形式 かご型誘導発電機

### 6,7,9,10号機
- 試験開始 平成7年10月
- 定格出力 300kW
- ハブ中心高さ 30.0m
- 翼直径 29.0m
- ロータ回転速度 43rpm
- 起動風速 5.5m/s
- 定格風速 14.5m/s
- 停止風速 24.0m/s
- 出力制御方式 翼ピッチ角制御
- 方位制御方式 ヨー駆動制御
- 発電機形式 かご型誘導発電機

### 8号機
- 試験開始 平成12年7月
- 定格出力 300kW
- ハブ中心高さ 30.0m
- 翼直径 30.0m
- ロータ回転速度 16〜50rpm
- 起動風速 2.5m/s
- 定格風速 14.0m/s
- 停止風速 25.0m/s
- 出力制御方式 翼ピッチ角制御+可変速運転
- 方位制御方式 ヨー駆動制御
- 発電機形式 永久磁石式多極同期発電機

### 11号機
- 試験開始 平成12年3月
- 定格出力 500kW
- ハブ中心高さ 44.0m
- 翼直径 40.3m
- ロータ回転速度 18〜38rpm
- 起動風速 2.5m/s
- 定格風速 14.0m/s
- 停止風速 25.0m/s
- 出力制御方式 翼ピッチ角制御+可変速運転
- 方位制御方式 ヨー駆動制御
- 発電機形式 多極同期発電機